# Ludwig Marum

Ludwig Marum

Ludwig Marum (geboren am 5. November 1882 in Frankenthal, Pfalz; gestorben am 29. März 1934 im KZ Kislau bei Bruchsal) war ein deutscher Rechtsanwalt und Politiker der SPD. Von 1928 bis 1933 war er Reichstagsabgeordneter. Marum war jüdischer Herkunft, Verteidiger der Weimarer Demokratie und Gegner des Nationalsozialismus. Er wurde 1933 inhaftiert und im KZ Kislau von SA- und SS-Leuten ermordet.

## Leben

### Familie
Marum entstammte einer ursprünglich sephardischen, also spanisch-jüdischen Familie, die nach der Vertreibung der Juden aus Spanien über die Niederlande in den südwestdeutschen Raum eingewandert war.
Seine Eltern waren der Kaufmann Carl Marum (geboren am 17. Juli 1850 in Frankenthal; gestorben am 18. Mai 1889 ebenda) und Helene geb. Mayer (geboren am 12. Januar 1858 in Leutershausen, gestorben 1924 in Bruchsal). Carl Marum hatte als Korporal des 8. Infanterieregiments am Deutsch-Französischen Krieg 1870/71 teilgenommen und war schwer verwundet worden. Nach Carl Marums Tod war die Witwe Helene 1889 mit den beiden Kindern von Frankenthal nach Bruchsal gezogen. Ludwig Marum hatte noch eine jüngere Schwester Anna (geboren am 19. November 1885 in Frankenthal). Verheiratet mit Salomon Pfeffer, wohnte sie in Düsseldorf und flüchtete bei der Machtergreifung der Nationalsozialisten nach Amsterdam. In den Niederlanden wurde sie nach der deutschen Invasion 1940 verhaftet und kam über die KZ Westerbork, Bergen-Belsen und Theresienstadt nach Auschwitz, wo sie am 9. Oktober 1944 ermordet wurde.
Marum hatte am 8. März 1910 in Albersweiler Johanna Benedick (geboren am 3. Mai 1886 in Albersweiler; gestorben am 13. November 1964 in Berlin) geheiratet. Aus dieser Ehe gingen drei Kinder hervor:
- Elisabeth, geboren am 1. September 1910 in Karlsruhe, verstorben am 5. Juni 1998 in New York
- Hans Karlgebam 28. April 1913 in Karlsruhe. Hans war politisch bei den Kommunisten engagiert und ging schon 1933 nach Paris ins Exil.[3] Er verstarb am 13. April 1979 in Berlin und wurde im VdN-Ehrenhain des Zentralfriedhofs Friedrichsfelde beigesetzt.
- Eva Brigitte, geboren am 17. Juli 1919 in Karlsruhe, ermordet am 30. März 1943 im KZ Sobibor[2]

Johanna Marum verließ Deutschland mit ihrer Tochter Brigitte innerhalb eines Monats nach dem Tode ihres Mannes. Sie folgten Hans Marum nach Paris. Elisabeth blieb vorerst in Berlin, um ihre Berufsausbildung als Masseurin und Heilpraktikerin zu machen. Sie versuchte auch, die Auszahlung der Lebensversicherung von Ludwig Marum zu erreichen. Dazu verhandelte sie direkt mit der Gestapo. Die Nazis hatten die Auszahlung gesperrt, weil sie von der Familie Marum die Haftkosten Ludwig Marums ersetzt bekommen wollten. Elisabeth musste auf die Bedingungen eingehen. Nach Beendigung einer Ausbildung als Krankengymnastin reiste sie 1936 nach Paris aus.
Die Marums sahen sich als aktive Hitlergegner, die im Rahmen ihrer Möglichkeiten versuchten, den Nationalsozialismus zu bekämpfen. Sie lebten in Paris in größter Armut, unter anderem deswegen, weil sie beim Verlassen Deutschlands von den Behörden noch ausgeplündert worden waren. Ein weiterer Grund war, dass es für die große Anzahl deutscher Flüchtlinge in Frankreich keine Möglichkeit des Broterwerbs gab.
Johanna und ihrer Tochter Elisabeth gelang es 1941, aus Frankreich, das die Deutschen im Juni 1940 besetzt hatten, in die Vereinigten Staaten zu fliehen. Hans gelang es, noch 1942 mit seiner Frau Sophie illegal das Land zu verlassen und nach Mexiko zu emigrieren. Brigitte blieb in Frankreich, da sie ein Kind geboren hatte und ihre Gefährdungslage als jüdische Emigrantin in Frankreich auch unter deutscher Besatzung als gering einstufte. Doch sie wurde Anfang 1943 bei einer Razzia in Marseille gefangen genommen und kam über verschiedene Stationen in das Sammellager Drancy bei Paris. Von dort wurde sie am 25. März in das Vernichtungslager Sobibor deportiert, wo sie bei ihrer Ankunft ins Gas getrieben wurde. Ihr kleiner Sohn, den sie in ein Kinderheim in Limoges gegeben hatte, überlebte dort unter falschem Namen und lebte später in Israel.

### Beruf und Politik

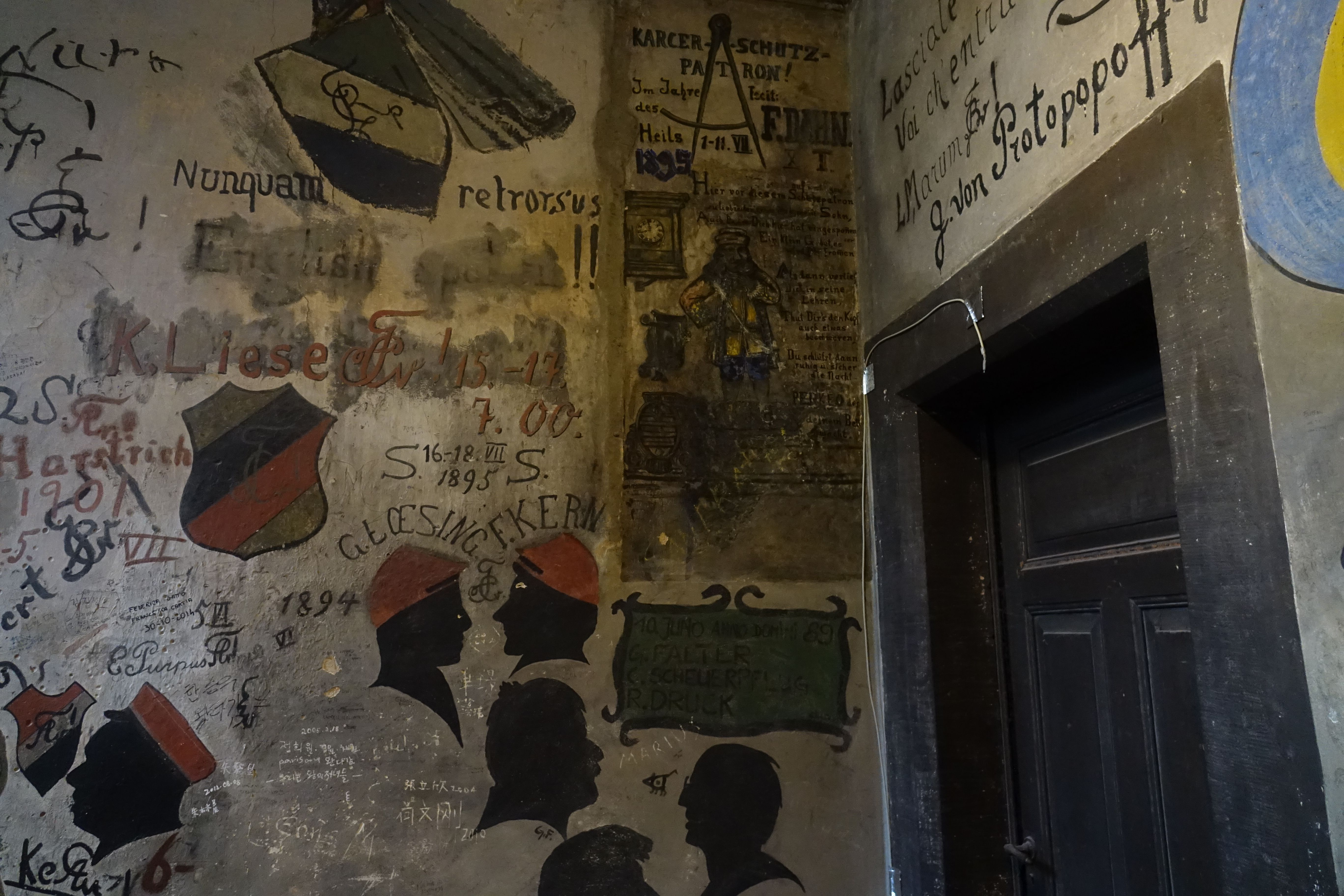
An der Universität Heidelberger wurde Ludwig Marum zu mehrtägiger Karzerhaft verurteilt und er hat sich im dortigen Studentenkarzer verewigt (über der Tür links)

Nach dem Besuch des Schönborn-Gymnasiums in Bruchsal studierte Marum Rechtswissenschaften in Heidelberg, wo er der schlagenden jüdischen Studentenverbindung Badenia (später als Bavaria Heidelberg neugegründet) im Kartell-Convent der Verbindungen deutscher Studenten jüdischen Glaubens beitrat.
Bereits in jungen Jahren wurde er Mitglied der SPD und engagierte sich nach seiner Niederlassung als Rechtsanwalt (1908) in Karlsruhe auch für sozial Unterprivilegierte. 1910 wurde er Vorsitzender des Badischen Arbeitersängerbundes und war von 1911 bis 1921 als Stadtverordneter im Gemeinderat der Stadt Karlsruhe tätig. 1914 rückte er für den kurz nach Kriegsbeginn gefallenen Ludwig Frank als Abgeordneter der SPD in den Badischen Landtag nach, wo er alsbald als Vorsitzender der Justizkommission hervortrat. Von 1915 bis 1918 diente er als Landsturmmann, wofür ihm 1917 das Kriegsverdienstkreuz verliehen wurde.
Nach der Novemberrevolution 1918 wurde Marum als Justizminister in die provisorische Landesregierung berufen. Nach der Wahl zur Badischen Verfassunggebenden Nationalversammlung am 5. Januar 1919 war er als Mitglied der Verfassungskommission an der Ausarbeitung der Landesverfassung beteiligt. Diese wurde als damals einzige deutsche Verfassung bei einer am 13. April 1920 durchgeführten Volksabstimmung angenommen.
Von 1919 bis 1928 war Marum Vorsitzender der SPD-Fraktion im Landtag der Republik Baden. Er engagierte sich dabei insbesondere im Bereich der Rechtspolitik, plädierte beispielsweise für die Abschaffung der Todesstrafe, für die Rechte der nichtehelichen Kinder sowie gegen die Diskriminierung der unverheirateten Mütter und sprach sich für gleichen Lohn für Mann und Frau aus. Bereits 1910 war Marum aus der jüdischen Gemeinde ausgetreten und hatte sich 1912 der Freireligiösen Gemeinde Karlsruhe angeschlossen, in deren Vorstand er gewählt wurde.
In der Endphase der Weimarer Republik bezog er gegen die aufsteigende nationalsozialistische Bewegung eindeutig Stellung. Als Rechtsanwalt war er vielfach mit Nationalsozialisten in gerichtliche Auseinandersetzungen verstrickt und ihnen deswegen besonders verhasst. Sie bezeichneten ihn als den „badischen Rathenau“ und versuchten, ihm das Klischee des geldgierigen Juden anzuhängen, indem sie ihn zu Unrecht der Bereicherung beim Verkauf einer Fabrik an die Firma Reemtsma und der Beihilfe zur Steuerhinterziehung verdächtigten.
Staatsrat Ludwig Marum erhielt 1926 die Ehrendoktorwürde der Medizinischen Fakultät (Dr. med. h. c.) der Albert-Ludwigs-Universität Freiburg. Der Rektor Wolfgang Jäger erklärte hierzu am 27. September 2007 auf Initiative des Forums Ludwig Marum e. V.: „Im Falle des ehemaligen Staatsrates Ludwig Marum möchte die Universität den SPD-Politiker nach wie vor als Ehrendoktor der Freiburger Universität ehren. Die Albert-Ludwigs-Universität erklärt öffentlich, dass sie die Entziehung der Ehrendoktorwürde als nicht vollzogen und Bestrebungen zur Entziehung als gegenstandslos erklärt.“ Hintergrund war die Entziehung der Ehrendoktorwürde am 21. Januar 1938 durch Rektor Otto Mangold während der „Selbstentwürdigung der Universität durch den Nationalsozialismus“.

### Verhaftung
In der Reichstagswahl 1928 war Marum als Abgeordneter für Karlsruhe gewählt worden. Auch bei der Reichstagswahl vom 5. März 1933 kurz nach der „Machtergreifung“ wurde Marum, diesmal über die Landesliste, in den Reichstag gewählt. Die Nationalsozialisten hatten in Baden große Stimmengewinne erzielt und fingen direkt nach dem Ablauf der Reichstagswahl an, die Macht in Baden zu übernehmen und das Land gleichzuschalten, obwohl der badische Landtag und seine Regierung noch existierten. Am 8. März wurde NSDAP-Gauleiter Robert Wagner zum Reichsstatthalter von Baden ernannt, um die staatliche Exekutive zu übernehmen. Die legale Landesregierung unter dem Zentrumspolitiker Josef Schmitt protestierte vergeblich. Am 10. März wurde die SA zur Hilfspolizei ernannt und tags darauf die Regierung Schmitt abgesetzt. Gleichzeitig wurden die Führer der Arbeiterbewegung verhaftet. Unter Bruch seiner parlamentarischen Immunität gehörte Marum noch am 10. März zu den ersten Verhafteten; er sollte auf unbestimmte Zeit in sogenannte Schutzhaft kommen.
Am 16. Mai 1933, dem Tag der Eröffnung des Nazi-beherrschten Landtags, wurden Marum, der bei den Nationalsozialisten als Jude und prominenter Sozialdemokrat besonders verhasst war, der frühere badische Staatspräsident Adam Remmele und fünf weitere führende badische Sozialdemokraten in einer groß inszenierten Schaufahrt auf die offene Ladefläche eines Polizei-LKW verfrachtet. Eine große Menge empfing die demokratischen Politiker. Sie wurden in einem entwürdigenden Zug unter Begleitung von SA- und SS-Männern vorbei an tausenden Karlsruher Bürgern durch die Stadt gefahren und anschließend in das neu errichtete KZ Kislau bei Bruchsal verbracht. Nur Vereinzelte protestierten mit dem Ruf „Rotfront“ und riskierten, dafür sofort verhaftet zu werden.
Zur gleichen Zeit trat der Badische Landtag zu seiner Eröffnungssitzung zusammen. Vorher war er um die Abgeordneten der bereits verbotenen KPD „bereinigt“ und entsprechend dem Reichstag neu zusammengesetzt worden, um eine Gleichschaltung zu bewirken. Der wirkliche Machthaber in Baden war jedoch mittlerweile Robert Wagner, dem Marum sich in den Jahren zuvor geistig und rhetorisch überlegen gezeigt hatte.

### Ermordung

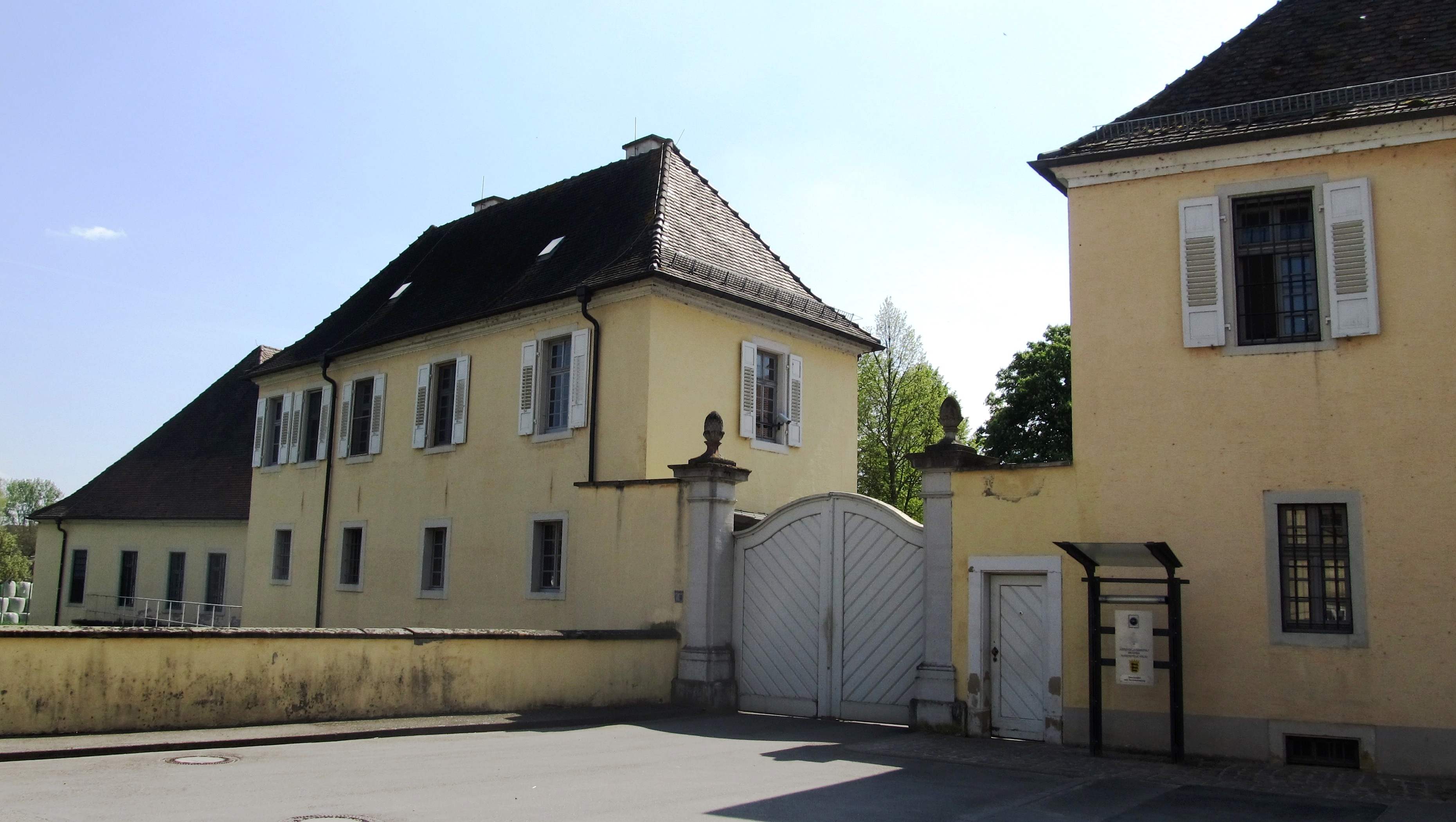
Ehemaliges KZ Kislau bei Bad Schönborn, heute JVA

Das KZ Kislau wurde von den Nazis zur Irreführung über die wahren Verhältnisse in den vielen anderen Lagern als Vorzeigelager organisiert. Journalisten wurden herumgeführt, Marum musste ein zensiertes Interview geben.
Obwohl er rechtswidrig verhaftet worden war, hatte Marum wie viele Juden seiner Zeit eine Auswanderung abgelehnt. Die ihm gebotene Fluchtmöglichkeit – er hatte zu Anfang seiner Haft wegen einer familiären Angelegenheit für zwei Tage Freigang erhalten – nahm er nicht wahr. Er habe sein Ehrenwort gegeben, wieder in die Haft zurückzukehren. Marum glaubte, sich gegenüber den neuen Machthabern auf den Rechtsstandpunkt stellen zu können. In dem erwähnten Interview formulierte er, er sei sicher, dass man ihm nicht die Nase und die Ohren abschneiden werde; vielmehr sei den Machthabern daran gelegen, seine wirtschaftliche Existenz zu ruinieren.
Marum schrieb ein anderes Mal über die jüdischen Mitbürger, es sei die Tragik ihres Schicksals, dass sie nicht zum Judentum wollten, dass die Deutschen aber sie nicht wollten, so dass sie heimatlos zwischen den Rassen stünden. Deutschland sei ihm Heimat, und er klammere sich daran. Deutlich wird hieran, dass Marum, der sich früh von der religiösen Bindung an das Judentum gelöst hatte, sich stets zu seiner jüdischen Herkunft bekannte.
Während die zusammen mit ihm festgenommenen SPD-Politiker bereits wieder freigekommen waren, war Marum auf Veranlassung von Reichsstatthalter Robert Wagner weiterhin festgehalten worden. Am 29. März 1934 wurde Marum in Wagners Auftrag erdrosselt. Die drei Täter waren der stellvertretende Lagerkommandant Karl Sauer, ein ehemaliger kaufmännischer Angestellter, der nunmehr der Gestapo angehörte, der SS-Oberscharführer Eugen Müller, Duzfreund Wagners, sowie der Kraftfahrer Paul Heupel, der als langjährig Arbeitsloser Ende 1932 in die SA eingetreten war.
Die von den Behörden verbreitete Version, Marum habe Suizid begangen, fand in der Bevölkerung keinen Glauben. Die Beisetzung der Urne mit der Asche Marums am 3. April 1934 auf dem Hauptfriedhof Karlsruhe gestaltete sich trotz der Allgegenwart der Gestapo zu einer Demonstration, an der über 3000 Personen teilnahmen. Die Ermordung Marums fand in der freien Presse, die nur in den Ländern existierte, in die die Anhänger der Demokratie aus Deutschland geflüchtet waren, große Beachtung. So vermeldete Das Neue Tagebuch in Paris am 6. April 1934, dass Marum vermutlich im Konzentrationslager ermordet wurde, was im Völkischen Beobachter als Selbsttötung deklariert worden sei.

## Schicksal der Familie
Nach dem Verbrechen an dem Ehemann emigrierte die Witwe mit den beiden Töchtern und dem Sohn nach Paris. Nach der deutschen Besetzung Frankreichs wurde die jüngste Tochter, Eva Brigitte, im Zuge des Holocaust in das Vernichtungslager Sobibor verschleppt und dort ermordet. Die älteste Tochter, Elisabeth, lebte bis zu ihrem Tod 1998 in den USA. Die Mutter sowie der Sohn Hans und dessen Familie flohen nach Mexiko. Sie kehrten 1947 in die SBZ zurück.

## Aufarbeitung

### Strafjustiz
In einem der eher seltenen Akte der Aufarbeitung des NS-Unrechts wurde Sauer am 4. Juni 1948 durch die II. Strafkammer des Landgerichts Karlsruhe wegen Mordes zu lebenslänglicher, Heupel wegen Totschlags zu zwölfjähriger Haft verurteilt. Müller konnte nicht mehr zur Rechenschaft gezogen werden; er war im Zweiten Weltkrieg gefallen.

### Andenken

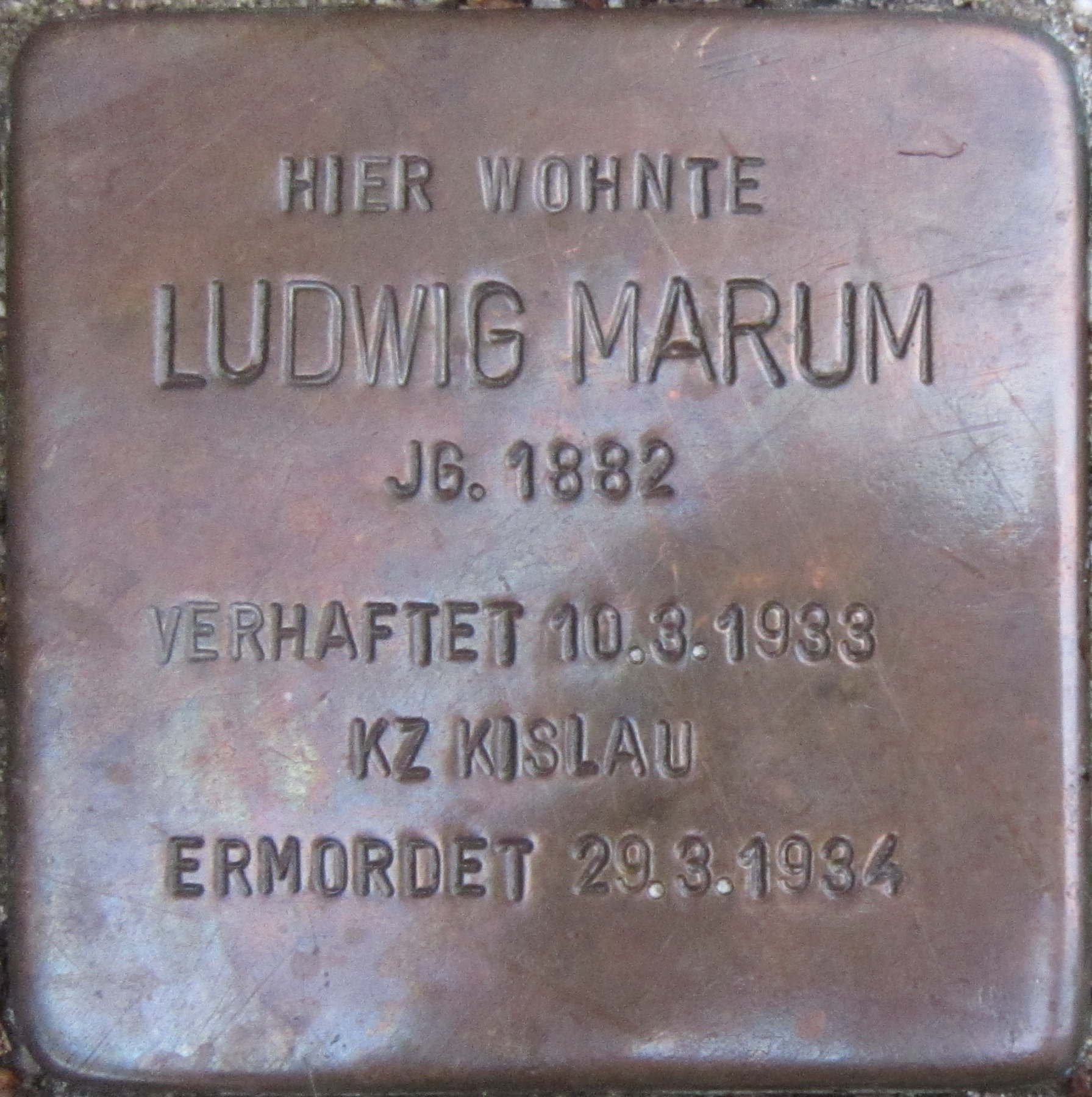
Stolperstein in Karlsruhe
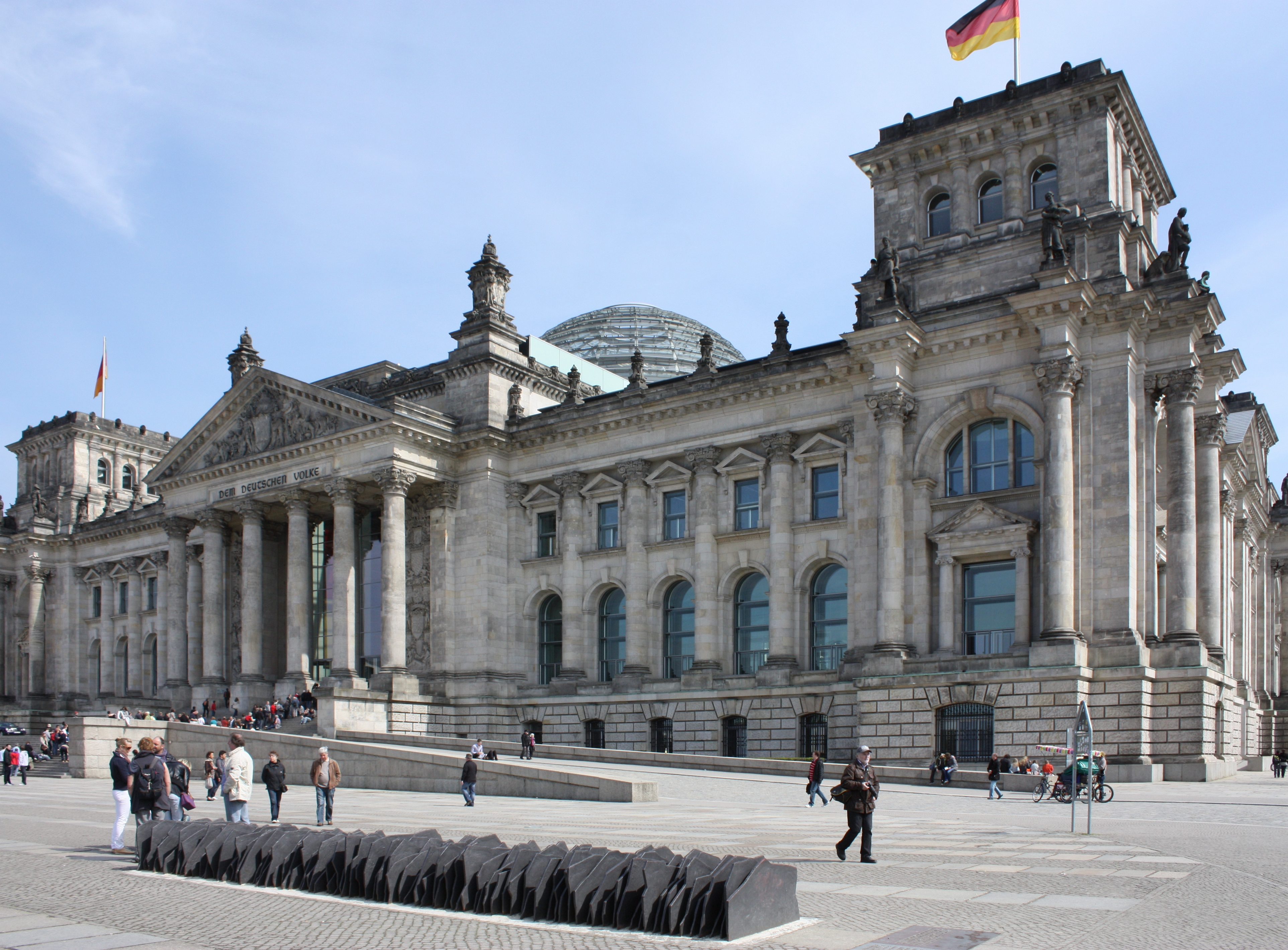
Gedenktafeln am Reichstag

- Vor Marums Frankenthaler Geburtshaus[15] in der früheren Färbergasse, heute Willy-Brandt-Anlage, sowie vor seiner ehemaligen Wohnung in der Karlsruher Wendtstraße 3 wurden Stolpersteine gesetzt.
- Seit 1992 erinnert in der Nähe des Berliner Reichstags eine der 96 Gedenktafeln für von den Nationalsozialisten ermordete Reichstagsabgeordnete an Marum.
- In Karlsruhe wurde Marum eine Ludwig-Marum-Straße und im benachbarten Bruchsal ein Ludwig-Marum-Weg gewidmet.
- Die SPD Karlsruhe vergibt seit 1988 jährlich einen Ludwig-Marum-Preis. Er soll „Zeichen setzen für ein verantwortliches Verhältnis zur deutschen Geschichte, für Wachsamkeit gegen jede Form der Intoleranz sowie Menschlichkeit im Umgang mit Fremden“.[16]
- Am 16. Oktober 1985 wurde das Gymnasium im nahegelegenen Pfinztal nach Marum benannt, eine dem Gymnasium nahestehende Stiftung schreibt seit 1998 einen Ludwig-Marum-Preis aus. Er kann z. B. „vergeben werden für Arbeiten, die sich mit der Geschichte des Faschismus beschäftigen oder mit dem Schicksal der Juden oder anderer verfolgter Minderheiten. Er könnte aber auch ein bestimmtes vorbildliches Sozialverhalten auszeichnen oder Aktionen, die sich gegen den neuen Rechtsradikalismus wenden“.[17]
- Eine am 8. November 2014[18] enthüllte Gedenktafel am Finanzamtsgebäude (zu Zeiten von Marums Schulbesuch Sitz des Schönborn-Gymnasiums) unweit des Bruchsaler Schlosses erinnert an Marum und seine in Bruchsal verbrachten Lebensabschnitte. Vor der Enthüllung der Gedenktafel hatte die Oberbürgermeisterin zu einer Feier ins Rathaus geladen. Bei der Feier waren viele Gäste anwesend, auch die Familie war zahlreich vertreten.[19]
- Am 7. Mai 2019 beschloss die Stadt Bad Schönborn im Gemeindeteil Mingolsheim, in dem das KZ Kislau stand, eine Straße nach ihm zu benennen.[20]
- Der Theaterwissenschaftler Hajo Kurzenberger hat für sein Dokumentarheaterstück Der Mann des Rechts Material aus Marums Leben mit aktuellen Bezügen zum Antisemitismus verarbeitet. Das Stück wurde am 15. März 2024 von der Badischen Landesbühne am Stadttheater Bruchsal uraufgeführt.[21]